# EP1 (мініальбом Pixies)
EP1 — третій мініальбом американського гурту Pixies, який вийшов 2 вересня 2013 року.

## Композиції
1. Andro Queen — 3:24
2. Another Toe in the Ocean — 3:46
3. Indie Cindy — 4:41
4. What Goes Boom — 3:32